# Hélène Guilmette
Hélène Guilmette, née en 1976 à Montmagny (Québec), est une soprano québécoise.
À la suite de l’obtention du deuxième prix au Concours Reine Élisabeth de Belgique en 2004, sa carrière internationale prend son envol. La chanteuse tient des rôles d'opéra célèbres et se produit sur les plus grandes scènes lyriques à travers le monde.
Toujours très active dans sa profession d’interprète, elle se consacre en parallèle à l’enseignement du chant.

## Biographie

### Formation
Hélène Guilmette commence ses études de piano à l'âge de cinq ans. Au cours de son adolescence, elle participe à des camps musicaux qui lui permettent de se produire sur scène dans des comédies musicales. Ensuite, elle poursuit son parcours musical au Cégep de Sainte-Foy puis à l’Université Laval de Québec, où elle est diplômée en piano et en éducation musicale en 1999. En 2001, elle fait un stage de perfectionnement au Chautauqua Institution dans l'État de New York où elle fait la rencontre de son professeur de chant, Madame Marlena Malas. Elle poursuit ses études de chant en privé à New York avec elle grâce à des bourses de perfectionnement du Conseil des Arts du Canada, du Conseil des Arts et des lettres du Québec et de la Fondation Jacqueline-Desmarais,.

### Carrière

#### Concours et opéra
En 2002, elle remporte le troisième prix au concours Voix nouvelles à Paris, qui consacre les meilleurs chanteurs francophones. En 2003, elle tient le rôle de Cosette dans Les Misérables à Montréal aux côtés de Robert Marien et de Gino Quilico pour le spectacle Les Grandes Chansons de Broadway. Elle interprète aussi, la même année, la comtesse Ceprano dans Rigoletto de Verdi à l'Opéra de Québec et Crobyle dans Thaïs de Massenet à l'Opéra de Montréal.
En 2004, elle obtient le deuxième prix du prestigieux Concours Reine Élisabeth de Belgique, ce qui lance sa carrière à l’international,. En 2004-2005, elle est Pedro dans Don Quichotte de Massenet et Frasquitta dans Carmen de Bizet à l'Opéra d'Avignon, puis en 2006, Sophie dans Werther de Massenet à l'Opéra de Lille. Elle fait des débuts remarqués en 2007 à La Monnaie dans La Flûte enchantée de Mozart dans le rôle de Pamina, puis dans Werther de Massenet dans le rôle de Sophie. S’ensuit alors son entrée à l’Opéra de Paris en Mélisande dans Ariane et Barbe-Bleue de Dukas et en Amour d'Orphée et Eurydice de Gluck dans la très belle production de Pina Bausch avec les ballets de l'opéra donnée au Palais Garnier en 2008. C'est aussi l'année de ses débuts en Susanna des Noces de Figaro de Mozart, à l'Opéra de Lille sous la direction d’Emmanuelle Haïm et avec la mise en scène de Jean-François Sivadier. Elle reprend ce rôle à plusieurs reprises durant sa carrière.
En 2009, retour à Werther de Massenet à l'Opéra du Rhin puis débuts dans le rôle de sœur Constance dans les Dialogues des Carmélites au Bayerische Staatsoper. En 2010 et 2011, elle joue le rôle de Thérèse dans Les Mamelles de Tirésias de Poulenc à l’Opéra Comique et à Lyon. En 2011, elle interprète aussi le rôle de Constance dans les Dialogues des Carmélites à l'Opéra de Nice puis, Oriane dans Amadis de Gaule de Jean-Chrétien Bach à l'Opéra comique de Paris, puis à l'Opéra Royal de Versailles. En 2012, elle fait ses débuts dans trois rôles importants des Indes galantes de Jean-Philippe Rameau au Capitole de Toulouse (Hébé, Phani, Fatime) et interprète Eurydice dans Orphée et Eurydice de Gluck à Angers Nantes. En 2013, reprise de la production des Dialogues des Carmélites de Robert Carsen au Canadian Opera Company de Toronto en sœur Constance et prise de rôle en Blanche de la Force à l'Opéra de Lyon dans la mise en scène du cinéaste Christophe Honoré.
En 2014, elle interprète la Princesse Laoula dans L’Étoile de Chabrier à l'Opéra d'Amsterdam, rôle qu’elle reprend en 2015 au Royal Opera House Covent Garden de Londres. Elle enregistre en 2014, avec le pianiste Martin Dubé, L’Heure rose, un album dédié aux mélodies françaises de compositrices des XIXe et XXe siècles. On peut la voir à Lyon, en 2015, dans le rôle-titre de Pelléas et Mélisande de Debussy, ainsi qu’aux Chorégies d’Orange, dans le rôle de Frasquita dans Carmen de Bizet.
En 2016 et 2017, ce sont les rôles de Zerlina, dans Don Giovanni à Montréal, Musetta dans La Bohème de Puccini à l'Opéra de Québec et de Susanna, dans Les Noces de Figaro à Nantes, qui s’ajoutent à son répertoire. On peut également la voir dans le rôle d’Hélène dans Le Timbre d'argent de Saint-Saëns lors du Festival Palazzetto Bru Zane à l'Opéra Comique de Paris. L'année suivante, elle interprète Blanche dans les Dialogues des Carmélites au Théâtre Communal de Bologne, Leïla dans Les Pêcheurs de perles de Bizet à Limoges. Puis, en 2019, Hélène fait ses débuts à Lausanne en Eurydice d’Orphée et Eurydice. C’est d’ailleurs au cours de la même année qu’elle prend le rôle d'Alphise dans Les Boréades de Rameau à Dijon et le rôle-titre de Cendrillon de Massenet à Nancy. En 2023, elle interprète le rôle de Zélime dans la Caravane du Caire de Grétry à l'Opéra Royal de Versailles et tient le rôle-titre de La Fille de Madame Angot à l'Opéra comique de Paris.

#### Enseignement
Depuis 2018, en plus de poursuivre sa carrière d’interprète, elle est professeure invitée en chant à la Faculté de Musique de l’Université Laval.

#### Scènes et collaborations
On l’entend régulièrement chanter dans sa province natale avec les orchestres symphoniques de Montréal et de Québec, avec Les Violons du Roy, aux Opéras de Montréal et de Québec ainsi qu’aux Festivals de Lanaudière et du Domaine Forget.

## Discographie et vidéographie
- 2004: Concours Reine Élisabeth: Chant Zang 2004
- 2005: Poulenc, Hahn et Daunais, Airs chantés
- 2007: Massenet, Don Quichotte, Piero Faggioni et Alain Guingal (dir.) - Orchestre Philharmonique de Tokyo
- 2007: Haendel, Il Duello amoroso, Ottavio Dantone (dir.)
- 2009: Haendel, Ode for the Anniversary of Queen Anne, Marcus Creed (dir.)
- 2010: Poulenc, Dialogues des Carmélites, Dmitri Tcherniakov et Kent Nagano (dir.) - Bayerische Staatsorchester
- 2013: Poulenc, Intégrale des mélodies pour voix et piano
- 2013: Rameau, Les amants trahis
- 2014: L'heure rose
- 2016: Honegger et Ibert, L’Aiglon, Kent Nagano (dir.) - Orchestre Symphonique de Montréal
- 2017: Lully, Persée 1770, Hervé Niquet (dir.) - Le Concert Spirituel
- 2018: Fauré, Intégrale des mélodies pour voix et piano
- 2019: Gluck, Orphée et Eurydice, Aurélien Borry et Raphaël Pichon (dir.) - Pygmalion Chorus and Orchestra
- 2019: Chabrier, L'étoile, Laurent Pelly et Patrick Fournillier (dir.) - Hague Residentie Orchestra et Dutch National Opera Chorus
- 2020: Saint-Saëns, Le Timbre d’Argent, François-Xavier Roth (dir.) - Les Siècles, Accentus
- 2020: Hahn, L'Île du rêve, Hervé Niquet (dir.) - Münchner Rundfunkorchester et Chœur du Concert Spirituel
- 2021: Rameau, Les Boréades, Emmanuelle Haïm (dir.) - Le Concert d’Astrée
- 2022: Stuck, Polydore, György Vashegyi (dir.) - Purcell Choir, Orfeo Orchestra

## Distinctions

### Prix
- 2002: Troisième prix au concours international Voix nouvelles à Paris
- 2004: Deuxième prix au Concours Reine Élisabeth de Belgique
- 2006: Prix jeunes diplômés Université Laval
- 2023: Prix Grands diplômés (les remarquables) Université Laval

### Bourses
- Bourse du Conseil des Arts et des lettres du Québec
- Bourse du Conseil des Arts du Canada
- Bourse de la Fondation Jacqueline-Desmarais